# Little Honda
Little Honda är en låt av The Beach Boys, komponerad av gruppmedlemmarna Brian Wilson och Mike Love. Låten medtogs på gruppens studioalbum All Summer Long som utgavs av Capitol Records 1964. Den var först inte tänkt att ges ut som singel, men när gruppen The Hondells istället gjorde detta fick de en topp 10-placering på Billboard Hot 100-listan. Beach Boys version stannade på plats 65. I Sverige och Norge blev däremot Beach Boys originalversion mycket populär kring årsskiftet 1964-1965, och singeln låg etta på Kvällstoppen, samt tvåa på Tio i topp.
Låttexten är en hyllning till de mindre motorcyklar som tillverkats av Honda sedan slutet av 1950-talet.

## Listplaceringar, The Hondells
| Lista (1964) | Position              |
| ------------ | --------------------- |
| Kanada       | 21 (RPM)              |
| USA          | 9 (Billboard Hot 100) |

## Listplaceringar, The Beach Boys
| Lista (1964-1965) | Position               |
| ----------------- | ---------------------- |
| Norge             | 8 (VG-lista)           |
| Sverige           | 1 (Kvällstoppen)       |
| Sverige           | 2 (Tio i topp)         |
| USA               | 65 (Billboard Hot 100) |
| Västtyskland      | 44                     |